# Geneuille
Geneuille ist eine französische Gemeinde mit 1264 Einwohnern (Stand: 1. Januar 2022) im Département Doubs in der Region Bourgogne-Franche-Comté. Sie gehört zum Arrondissement Besançon und ist Mitglied im Gemeindeverband Grand Besançon Métropole. Die Bewohner werden Geneuillois und Geneuilloises genannt.

## Geographie
Geneuille liegt auf 220 m, etwa elf Kilometer nordnordwestlich der Stadt Besançon (Luftlinie). Das Dorf erstreckt sich am südlichen Rand des Ognon-Tals gegenüber von Bussières, in der leicht gewellten Landschaft im äußersten Nordwesten des Département Doubs.
Die Fläche des 6,45 km² großen Gemeindegebiets umfasst einen Abschnitt des Ognon-Tals. Die nördliche Grenze verläuft entlang dem Ognon, der hier mit mehreren Windungen durch eine rund 1,5 km breite, flache Talniederung fließt. Vom Flusslauf erstreckt sich das Gemeindeareal nach Süden über die weite, ehemals moorige Talaue bis in die angrenzende leicht gewellte Landschaft. Diese ist teils von Acker- und Wiesland, teils von Wald bestanden. Im Südwesten befinden sich das ausgedehnte Waldgebiet des Grand Bois und der Fischweiher Étang de Lanrêtre. Ganz im Süden reicht der Gemeindeboden bis an den Fuß der Höhe von Châtillon-le-Duc. Hier wird mit 278 m die höchste Erhebung von Geneuille erreicht.
Nachbargemeinden von Geneuille sind Bussières im Norden, Châtillon-le-Duc im Osten, Les Auxons im Süden sowie Cussey-sur-l’Ognon im Westen.

## Geschichte
Im Mittelalter bildete Geneuille eine eigene Herrschaft, die unter der Oberhoheit des Domkapitels von Besançon stand. Zusammen mit der Franche-Comté gelangte das Dorf mit dem Frieden von Nimwegen 1678 definitiv an Frankreich. Im 19. Jahrhundert wurde die Wasserkraft des Ognon für den Betrieb einer Papiermühle genutzt. Heute gehört Geneuille zum Gemeindeverband Communauté d’agglomération du Grand Besançon.

## Sehenswürdigkeiten

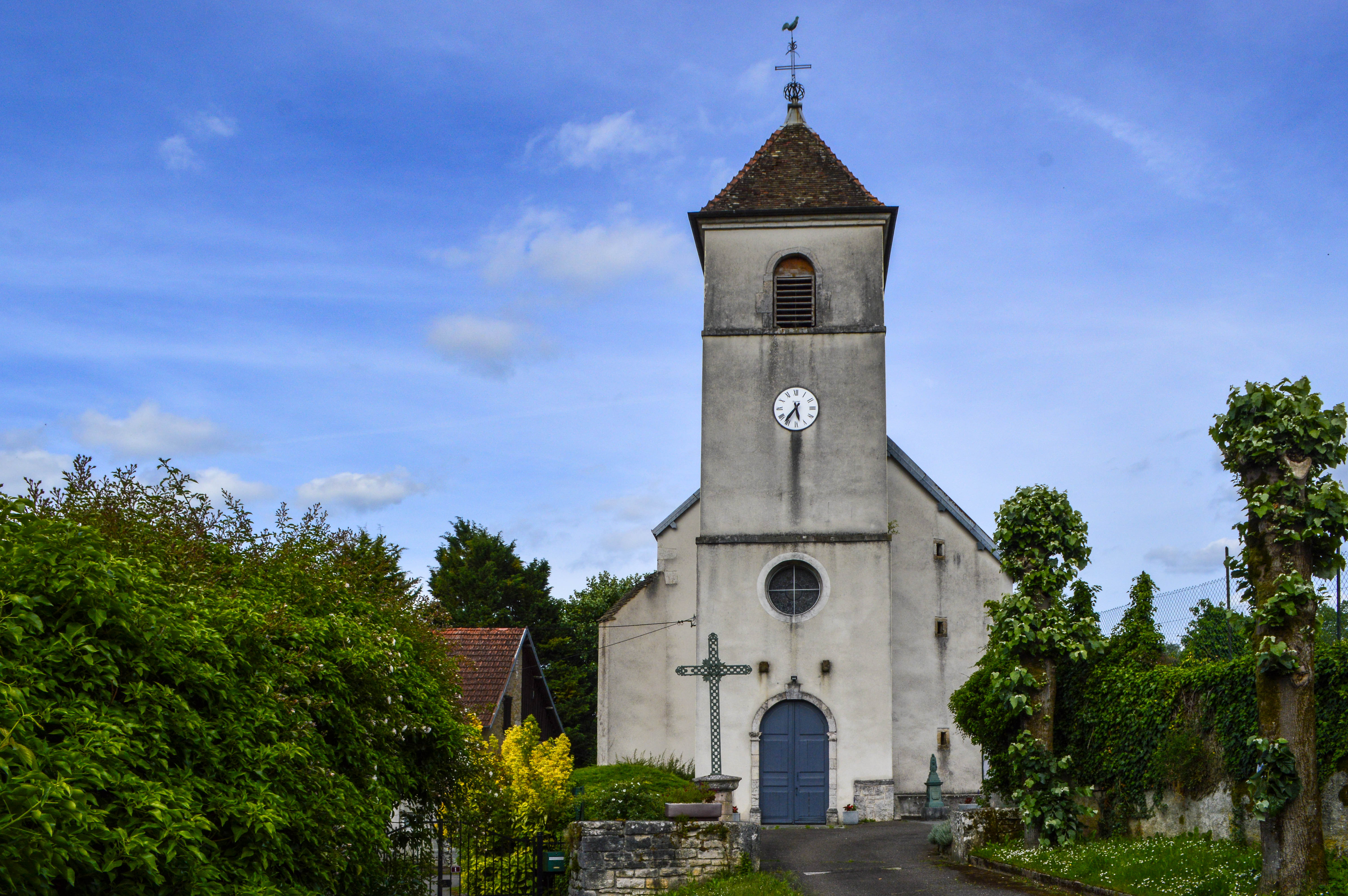
Kirche Mariä Geburt

Die Dorfkirche Mariä Geburt (Nativité-de-Notre-Dame) von Geneuille wurde im 18. Jahrhundert im klassischen Stil erbaut. Geneuille besitzt zwei Schlösser aus dem 19. Jahrhundert: das Château de la Dame Blanche (heute als Hotel genutzt) und das Château Beneyton.

## Bevölkerung
| Jahr                       | 1962 | 1968 | 1975 | 1982 | 1990 | 1999 | 2006 | 2016 |
| Einwohner                  | 405  | 401  | 526  | 655  | 768  | 890  | 1225 | 1342 |
| Quellen: Cassini und INSEE |      |      |      |      |      |      |      |      |

Mit 1264 Einwohnern (Stand 1. Januar 2022) gehört Geneuille zu den kleineren Gemeinden des Départements Doubs. Nachdem die Einwohnerzahl in der ersten Hälfte des 20. Jahrhunderts leicht abgenommen hatte (1901 wurde noch 559 Personen gezählt), wurde seit Beginn der 1970er Jahre ein markantes Bevölkerungswachstum verzeichnet. Seither entstanden am Ortsrand zahlreiche Einfamilienhäuser, und die Einwohnerzahl hat sich vervierfacht.

## Wirtschaft und Infrastruktur
Geneuille war bis weit ins 20. Jahrhundert hinein ein vorwiegend durch die Landwirtschaft (Ackerbau, Obstbau und Viehzucht) und die Forstwirtschaft geprägtes Dorf. Daneben gibt es heute einige Betriebe des lokalen Kleingewerbes, unter anderem in den Branchen Transportgewerbe und Holzverarbeitung. Mittlerweile hat sich das Dorf auch zu einer Wohngemeinde gewandelt. Viele Erwerbstätige sind deshalb Wegpendler, die in der Agglomeration Besançon ihrer Arbeit nachgehen.
Die Ortschaft liegt abseits der größeren Durchgangsstraßen an einer Departementsstraße, die von Devecey nach Émagny führt. Der nächste Anschluss an die Autobahn A36 befindet sich in einer Entfernung von ungefähr acht Kilometern. Weitere Straßenverbindungen bestehen mit Auxon-Dessus, Bussières und Cussey-sur-l’Ognon.